# Gabriel (Giba)
Gabriel, imię świeckie Jerzy Giba (ur. 24 lipca 1962 w Sokółce, zm. 22 listopada 2018 w Białymstoku) – polski duchowny prawosławny, archimandryta, doktor nauk teologicznych, były zwierzchnik monasteru Zwiastowania Bogarodzicy w Supraślu. Zajmował się też zielarstwem i leczeniem ziołami.

## Życiorys
Śluby monastyczne małej schimy złożył 6 kwietnia 1986 w monasterze Zwiastowania Bogurodzicy w Supraślu. Otrzymał imię Gabriel na cześć Archanioła Gabriela. 7 kwietnia 1986 przyjął z rąk biskupa białostockiego i gdańskiego Sawy święcenia diakońskie, a 17 listopada 1989 – kapłańskie.
W 1999 ukończył studia na Chrześcijańskiej Akademii Teologicznej w Warszawie. 30 marca 1999 został podniesiony do godności archimandryty. Od 1 maja 2000 pełnił obowiązki namiestnika Monasteru Supraskiego, a także proboszcza przyklasztornej parafii. 13 lutego 2007 uzyskał w Chrześcijańskiej Akademii Teologicznej w Warszawie na podstawie napisanej pod kierunkiem Mariana Bendzy rozprawy pt.: „Zabłudów jako ośrodek kulturalno-religijny Kościoła prawosławnego” stopień naukowy doktora nauk teologicznych.
1 kwietnia 2008 Sobór Biskupów PAKP wyznaczył go do przyjęcia chirotonii biskupiej i objęcia funkcji wikariusza diecezji przemysko-nowosądeckiej z tytułem biskupa gorlickiego, funkcji tej jednak nie przyjął.
W 2009 r. archimandryta Gabriel zamieszkał w utworzonym z jego inicjatywy skicie Świętych Antoniego i Teodozjusza Pieczerskich w Odrynkach, jedynej w owym czasie pustelni prawosławnej w Polsce. Był również spowiednikiem mniszek z żeńskiego klasztoru w Zwierkach.
Archimandryta Gabriel jest bohaterem filmu dokumentalnego pt. Archimandryta (2012) w reżyserii Jerzego Kaliny.
Zmarł 22 listopada 2018. Pochowany na terenie skitu w Odrynkach.